# Jean Carol Dolski
Jean Carol Dolski, en lituanien : Jonas Karolis Dolskis, en polonais : Jan Karol Dolski, (1637-1695) est une personnalité politique, comte, maréchal de cour de la république des Deux Nations.
Il participait à la bataille de Varsovie (1656) à la tête d'une unité de cavalerie, à la guerre russo-polonaise (1654-1667), au  soulèvement de 1664-65 contre Jean II Casimir roi de Pologne et à la bataille de Khotin (1673) au côté de Jean Sobiski.